# Giovanni Federico Alessandro di Wied-Neuwied
Giovanni Federico Alessandro di Wied-Neuwied (Seeburg, 18 novembre 1706 – Neuwied, 7 agosto 1791) fu conte e poi principe regnante di Wied-Neuwied dal 1737 al 1791.

## Biografia
Giovanni Federico Alessandro era figlio del conte Federico Guglielmo di Wied-Neuwied (1684-1737) e di Luisa Carlotta di Dohna-Schlobitten (1688-1736), figlia a sua volta del conte Alessandro di Dohna-Schlobitten (1661-1728) e della sua prima moglie, la contessa Emilia Luisa di Dohna-Carwinden (1661-1724).
Compiuti i propri studi presso le università di Strasburgo e Königsberg, alla morte del padre nel 1737 egli gli succedette quale conte di Wied-Neuwied e prese subito parte alle trattative della Pace di Vienna che pose fine alla Guerra di successione polacca. Nel 1739 sposò Carolina di Kirchberg (1720-1795), contessa di Sayn-Hachenburg.
Durante il suo regno, Giovanni Federico Alessandro fece ogni sforzo per promuovere il piccolo territorio della contea di Wied-Neuwied, sia sotto l'aspetto economico che sotto l'aspetto sociale. Egli cercò di attirare nuovi residenti nella città di Neuwied e rese ciò possibile grazie alla creazione di numerose fabbriche e manifatture. Inoltre, per ampliare le casse statali, accolse il gioco del lotto e aprì nuovi orizzonti alla tolleranza religiosa, concedendo asilo agli espulsi dal Palatinato-Zweibrücken e consentendo dal 1750 l'insediamento di una chiesa evangelica. Egli promosse anche la costruzione di una chiesa mennonita e di una sinagoga a Neuwied. Lo storico Max Braubach lo descrisse come "uno dei migliori rappresentanti di assolutismo illuminato dell'Impero".
A livello politico Giovanni Federico Alessandro di Wied-Neuwied fu anche presidente del collegio del Basso Reno-Westfalia e influenzò largamente la politica imperiale nell'area. Per questo e per altri motivi, nel 1784 l'imperatore Giuseppe II decise di elevarlo al rango di principe del Sacro Romano Impero concedendo al suo territorio il titolo di principato di Wied-Neuwied.

## Matrimonio e figli

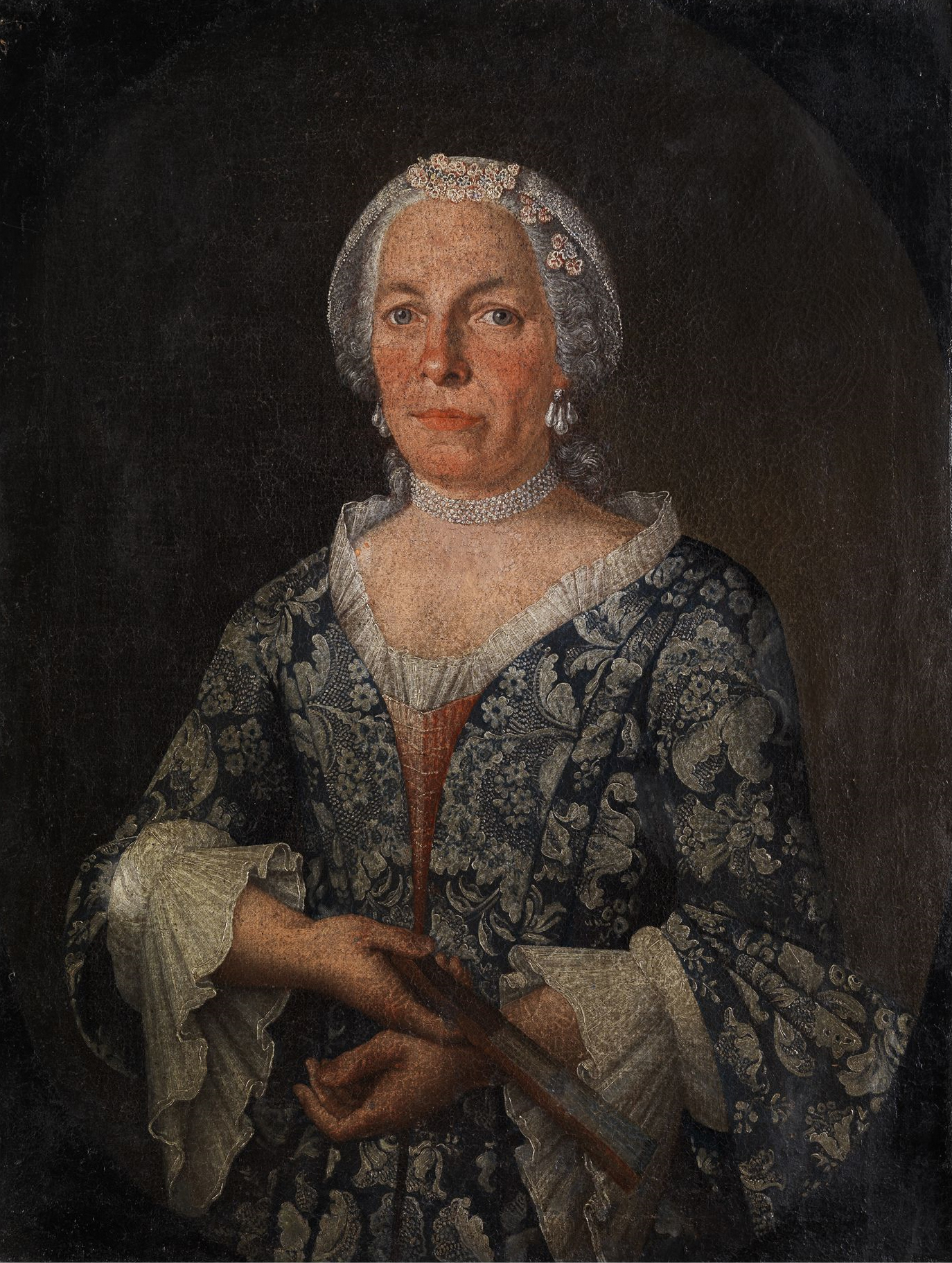
Carolina di Kirchberg

Nel 1739, Giovanni Federico Alessandro sposò Carolina di Kirchberg (19 ottobre 1720 - 19 gennaio 1795). La coppia ebbe i seguenti figli:
- Federico Carlo (25 dicembre 1741 - 1º marzo 1809), sposò nel 1766 Maria Luisa Guglielmina di Sayn-Wittgenstein (1747–1823)
- Alessandro Augusto (1747–1750)
- Sofia Carolina (1740–1742)

## Ascendenza
|                                                           |                                          |                                                                               | Genitori                                                         |  |  | Nonni |  |  | Bisnonni                     |  |  | Trisnonni                    |  |
|                                                           |                                          |                                                                               |                                                                  |  |  |       |  |  | 8. Ermanno II, conte di Wied |  |  | 16. Ermanno I, conte di Wied |  |
|                                                           |                                          |                                                                               |                                                                  |  |  |       |  |  | 8. Ermanno II, conte di Wied |  |  | 16. Ermanno I, conte di Wied |  |
|                                                           |                                          | 17. Valburga di Bentheim-Steinfurt                                            |                                                                  |  |  |       |  |  | 8. Ermanno II, conte di Wied |  |  |                              |  |
| 4. Federico III, conte di Wied                            |                                          |                                                                               |                                                                  |  |  |       |  |  | 8. Ermanno II, conte di Wied |  |  |                              |  |
|                                                           |                                          | 9. Giuliana Elisabetta di Solms-Hohensolms                                    | 18. Ermanno Adolfo, conte di Solms-Hohensolms                    |  |  |       |  |  |                              |  |  |                              |  |
|                                                           |                                          | 9. Giuliana Elisabetta di Solms-Hohensolms                                    | 18. Ermanno Adolfo, conte di Solms-Hohensolms                    |  |  |       |  |  |                              |  |  |                              |  |
|                                                           |                                          | 9. Giuliana Elisabetta di Solms-Hohensolms                                    | 19. Anna Sofia di Mansfeld-Hinterort                             |  |  |       |  |  |                              |  |  |                              |  |
| 2. Federico Guglielmo, conte di Wied-Neuwied              |                                          | 9. Giuliana Elisabetta di Solms-Hohensolms                                    |                                                                  |  |  |       |  |  |                              |  |  |                              |  |
|                                                           |                                          | 10. Filippo Reinardo II, conte di Solms-Hohensolms                            | 20. Filippo Reinardo I, conte di Solms-Hohensolms                |  |  |       |  |  |                              |  |  |                              |  |
|                                                           |                                          | 10. Filippo Reinardo II, conte di Solms-Hohensolms                            | 20. Filippo Reinardo I, conte di Solms-Hohensolms                |  |  |       |  |  |                              |  |  |                              |  |
|                                                           |                                          | 10. Filippo Reinardo II, conte di Solms-Hohensolms                            | 21. Elisabetta di Wied                                           |  |  |       |  |  |                              |  |  |                              |  |
| 5. Maria Sabina di Solms-Hohensolms                       |                                          | 10. Filippo Reinardo II, conte di Solms-Hohensolms                            |                                                                  |  |  |       |  |  |                              |  |  |                              |  |
|                                                           |                                          | 11. Anna Amalia di Solms-Greifenstein                                         | 22. Guglielmo I, conte di Solms-Greifenstein                     |  |  |       |  |  |                              |  |  |                              |  |
|                                                           |                                          | 11. Anna Amalia di Solms-Greifenstein                                         | 22. Guglielmo I, conte di Solms-Greifenstein                     |  |  |       |  |  |                              |  |  |                              |  |
|                                                           |                                          | 11. Anna Amalia di Solms-Greifenstein                                         | 23. Maria Amalia di Nassau-Dillenburg                            |  |  |       |  |  |                              |  |  |                              |  |
| 1. Giovanni Federico Alessandro, principe di Wied-Neuwied |                                          | 11. Anna Amalia di Solms-Greifenstein                                         |                                                                  |  |  |       |  |  |                              |  |  |                              |  |
|                                                           | 12. Federico, burgravio e conte di Dohna | 24. Cristoforo, burgravio e conte di Dohna                                    |                                                                  |  |  |       |  |  |                              |  |  |                              |  |
|                                                           | 12. Federico, burgravio e conte di Dohna | 24. Cristoforo, burgravio e conte di Dohna                                    |                                                                  |  |  |       |  |  |                              |  |  |                              |  |
|                                                           | 12. Federico, burgravio e conte di Dohna | 25. Ursula di Solms-Braunfels                                                 |                                                                  |  |  |       |  |  |                              |  |  |                              |  |
| 6. Alessandro, burgravio e conte di Dohna-Schlobitten     | 12. Federico, burgravio e conte di Dohna |                                                                               |                                                                  |  |  |       |  |  |                              |  |  |                              |  |
|                                                           |                                          | 13. Speranza di Puy-Montbrun, signora di Ferrassières, Epeyssolles e Thoiriat | 26. Giovanni di Puy, marchese di Montbrun                        |  |  |       |  |  |                              |  |  |                              |  |
|                                                           |                                          | 13. Speranza di Puy-Montbrun, signora di Ferrassières, Epeyssolles e Thoiriat | 26. Giovanni di Puy, marchese di Montbrun                        |  |  |       |  |  |                              |  |  |                              |  |
|                                                           |                                          | 13. Speranza di Puy-Montbrun, signora di Ferrassières, Epeyssolles e Thoiriat | 27. Antonietta di Poinsard, signora d'Epeyssolles                |  |  |       |  |  |                              |  |  |                              |  |
| 3. Luisa Carlotta di Dohna-Schlobitten                    |                                          | 13. Speranza di Puy-Montbrun, signora di Ferrassières, Epeyssolles e Thoiriat |                                                                  |  |  |       |  |  |                              |  |  |                              |  |
|                                                           |                                          | 14. Cristoforo Delfico, burgravio e conte di Dohna-Carwinden                  | 28. Cristoforo, burgravio e conte di Dohna (= 24)                |  |  |       |  |  |                              |  |  |                              |  |
|                                                           |                                          | 14. Cristoforo Delfico, burgravio e conte di Dohna-Carwinden                  | 28. Cristoforo, burgravio e conte di Dohna (= 24)                |  |  |       |  |  |                              |  |  |                              |  |
|                                                           |                                          | 14. Cristoforo Delfico, burgravio e conte di Dohna-Carwinden                  | 29. Ursula di Solms-Braunfels (= 25)                             |  |  |       |  |  |                              |  |  |                              |  |
| 7. Amalia di Dohna-Carwinden                              |                                          | 14. Cristoforo Delfico, burgravio e conte di Dohna-Carwinden                  |                                                                  |  |  |       |  |  |                              |  |  |                              |  |
|                                                           |                                          | 15. Anna Oxenstierna, contessa di Neukloster                                  | 30. Gabriele Pentinpoika Oxenstierna, conte di Korsholma e Vaasa |  |  |       |  |  |                              |  |  |                              |  |
|                                                           |                                          | 15. Anna Oxenstierna, contessa di Neukloster                                  | 30. Gabriele Pentinpoika Oxenstierna, conte di Korsholma e Vaasa |  |  |       |  |  |                              |  |  |                              |  |
|                                                           |                                          | 15. Anna Oxenstierna, contessa di Neukloster                                  | 31. Anna Gustavsdotter di Djursholm, baronessa Banér             |  |  |       |  |  |                              |  |  |                              |  |
|                                                           |                                          | 15. Anna Oxenstierna, contessa di Neukloster                                  |                                                                  |  |  |       |  |  |                              |  |  |                              |  |